# 曹建猷

曹建猷院士

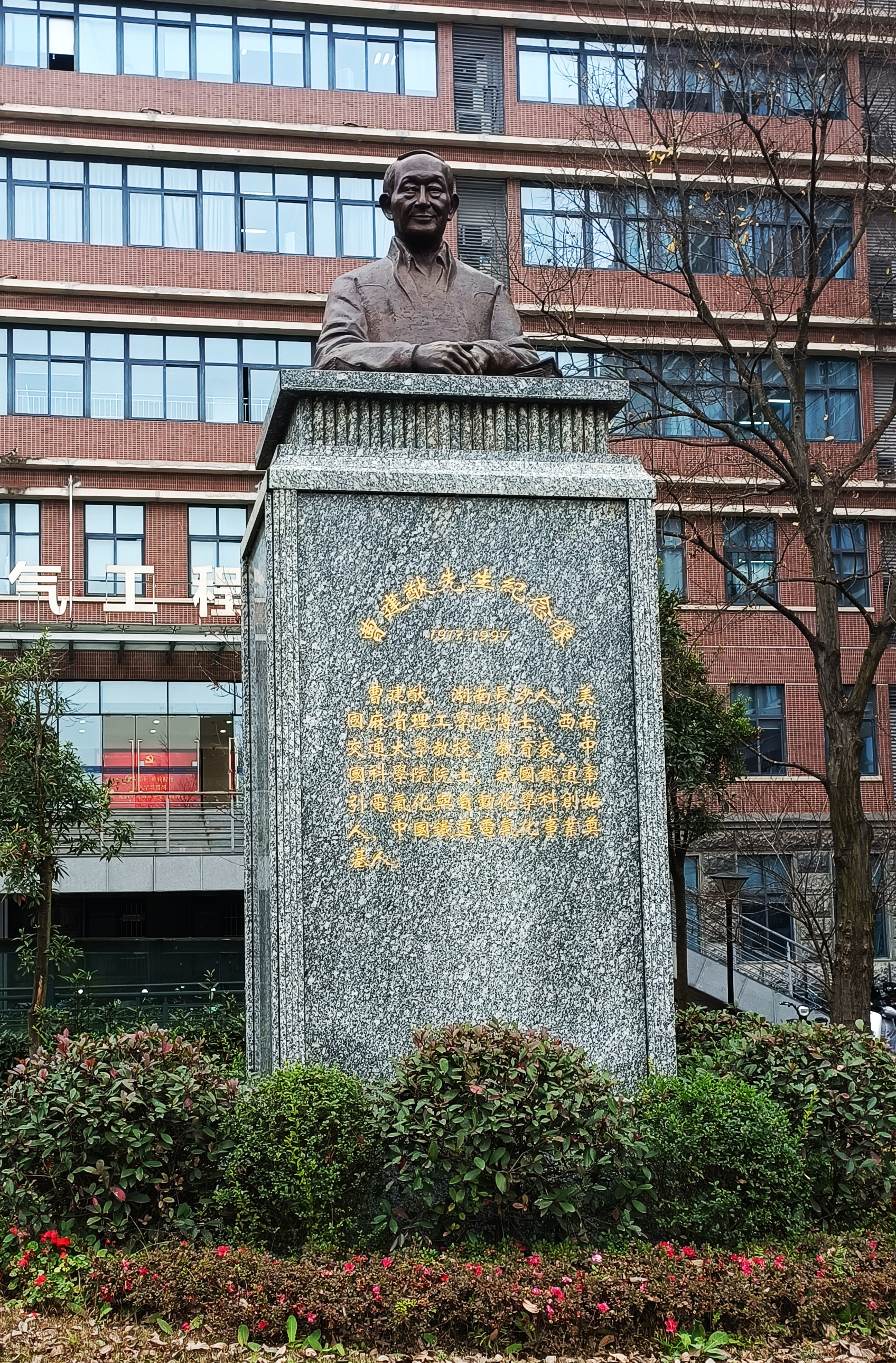
曹建猷先生纪念像，位于西南交通大学犀浦校区

曹建猷（1917年7月19日—1997年9月19日），男，湖南长沙人，中国电气工程学家，中国科学院院士，中国铁道牵引电气化与自动化学科的创始人，中国铁道电气化事业的奠基人之一。

## 生平
曹建猷于1936年考入国立交通大学电机系。1940年毕业后任教于西南联合大学工学院。1945年赴美留学，1950年获麻省理工学院博士学位。毕业后在纽约市立学院任客座讲师。1951年回国后任教于唐山工学院（现西南交通大学），1952年担任电机系系主任。1978年任西南交通大学副校长。1980年当选中国科学院技术科学部学部委员（院士）。1983年5月28日至30日，中国高等教育学会在北京召开成立大会，大会选举了第一届理事会成员，他当选常务理事。1987年加入中国共产党。1997年逝世。